# Sleep (فراخوان سیستمی)
یک برنامه کامپیوتری (فرایند،وظیفه یا موضوع) ممکن است در فاز خواب باشد (sleep) و برای مدتی در حالت غیرفعال باشد. در نهایت پایان زمان تایمر یا دریافت سیگنال باعث می‌شود تا برنامه دوباره فعالیت خود را از سرگیرد.